# 朝倉加葉子
朝倉 加葉子（あさくら かよこ、1977年、女性- ）は、日本の映画監督。山口県出身。

## 経歴
東京造形大学を卒業。テレビ番組制作会社のアシスタントディレクターを務めたのち、2004年、映画美学校に入学する。映画美学校フィクション・コース第8期高等科を修了。修了作品の『ハートに火をつけて』は「映画美学校セレクション 2008」にて上映された。
2010年、女性監督による短編映画の上映企画『桃まつり presents うそ』にて『きみをよんでるよ』が劇場公開され、同年、『怪談新耳袋 百物語』の一編『空き家』で商業作品デビュー。2013年、アメリカ合衆国を舞台としたホラー映画『クソすばらしいこの世界』で長編映画デビューを果たす。2014年には、東京女子流の山邊未夢、中江友梨、庄司芽生を主演に迎えた『悪魔召喚』が、BS-TBSにて『スマホラー劇場』の一編として放映された。

## フィルモグラフィー

### 長編映画
- クソすばらしいこの世界（2013年） - 監督・脚本
- 女の子よ死体と踊れ（2015年） - 監督・脚本
- RADWIMPSのHESONOO Documentary Film（2016年） - 監督
- ドクムシ（2016年） - 監督
- 羊とオオカミの恋と殺人（2019年） - 監督
- 劇場版アイカツプラネット!（2022年） - 実写ディレクター

### 短編映画
- ハートに火をつけて（2008年） - 監督・脚本
- 風呂上がりの女（2010年） - 監督
- 桃まつり presents うそ「きみをよんでるよ」（2010年） - 監督・脚本・編集
- Hide and Seek（2013年） - 監督
- ひとりの馬鹿（2013年） - 監督・脚本

### テレビ
- 怪談新耳袋 百物語「空き家」（2010年） - 監督
- スマホラー劇場「悪魔召喚」（2014年） - 監督
- リアル鬼ごっこ ライジング「佐藤さんの正体!」（2015年） - 監督
- アイカツプラネット!（2021年テレビ東京） - 実写ディレクター
- ガチ恋粘着獣（2023年） - 監督